# Gordon Harris
Gordon Harris (2 de junio de 1940 - 10 de febrero de 2014). Fue un futbolista profesional que jugó como centrocampista en la Liga de Fútbol de Burnley y Sunderland. Fue convocado en dos ocasiones para el equipo de Inglaterra Sub-23, mientras jugaba para Burnley, y una vez por la selección absoluta, el 5 de enero de 1966 en un empate 1-1 con Polonia, como reemplazo de último momento por el lesionado Bobby Charlton.
Harris murió el 10 de febrero de 2014 después de una corta batalla contra el cáncer.

## Honores
Burnley
- Campeonatos Football League First Division: 1959-60 en el fútbol de Inglaterra
- Subcampeón FA Cup: 1962